# Mer de Florès
La mer de Florès est une petite mer située entre la côte méridionale de la péninsule Sud, sur Célèbes, l'archipel Tengah, les côtes septentrionales  de Florès et Sumbawa et l'archipel Selayar en Indonésie.

## Géographie
L'Organisation hydrographique internationale définit les limites de la mer de Florès de la façon suivante :
- Au nord: La côte sud de Célèbes, depuis l’ujung Laikang (5° 36′ 13″ S, 119° 29′ 21″ E), la pointe ouest de teluk Laikang, jusqu’à l’ujung Bira (5° 37′ 21″ S, 120° 28′ 20″ E).

- À l’est: Une ligne depuis le  tanjung Kopongdei (8° 03′ 48″ S, 122° 51′ 58″ E), la pointe septentrionale de Florès, jusqu’à pulau Kalaotoa (7° 22′ 17″ S, 121° 50′ 22″ E) et à travers les îles de Bonerate, Kalao, Tanah Jampea, jusqu'à la pointe sud de pulau Selayar (6° 29′ 54″ S, 120° 29′ 00″ E), puis à travers cette île et en traversant le détroit jusqu’à l'ujung Bira (5° 37′ 21″ S, 120° 28′ 20″ E), à Célèbes.

- Au sud: Les côtes nord de pulau Florès, pulau Komodo et gili Banta, et une ligne jusqu’au tanjung Naru (8° 18′ 50″ S, 119° 00′ 14″ E), la pointe nord-est de Sumbawa, de là le long de ses côtes nord jusqu’au tanjung Sarokaya (8° 21′ 51″ S, 117° 09′ 18″ E).

- À l’ouest: Une ligne depuis le tanjung Sarokaya jusqu’à pulau Kapoposangbali (7° 30′ 18″ S, 117° 10′ 30″ E), à l’ouest de l’archipel Tengah, de là en direction du nord-est jusqu’à pulau Jailamu (6° 33′ 22″ S, 118° 47′ 37″ E) dans l’archipel Sabalana et jusqu’à l’ujung Laikang (5° 36′ 13″ S, 119° 29′ 21″ E), la pointe ouest de teluk Laikang à Célèbes.